# Amblyteles sonani
Amblyteles sonani là một loài tò vò trong họ Ichneumonidae.